# 拉蒙·卡斯蒂利亚
拉蒙·卡斯蒂利亚-馬奎薩多（西班牙語：Ramón Castilla y Marquesado，西班牙語發音：[raˈmõŋ kasˈtiʝa] ⓘ，1797年8月31日—1867年5月30日），是秘鲁独立战争时期的革命领袖，他曾三度担任秘鲁总统以及在1863年短暂出任革命政府的临时总统。卡斯蒂利亚在秘鲁历史上的突出表现始于他在秘鲁独立战争时期担任革命军队的领袖，他因此也被誉为“解放者”。
1839年，卡斯蒂利亚被阿古斯丁·加马拉总统任命为战争部长兼财政部长，他负责当时利润丰厚的鸟粪贸易。当多明戈·涅托将军于1844年去世后，卡斯蒂利亚第一次担任总统，从1845年任职至1851年；在这之后他的第二次总统任期从1855年至1862年结束，他还曾于1863年短暂组建过临时革命政府。卡斯蒂利亚执政期间通过大量出口海鸟粪使经济呈现繁荣，并充实了国家储备；他担任总统时因废除奴隶制和促进秘鲁的现代化发展而被人们铭记。

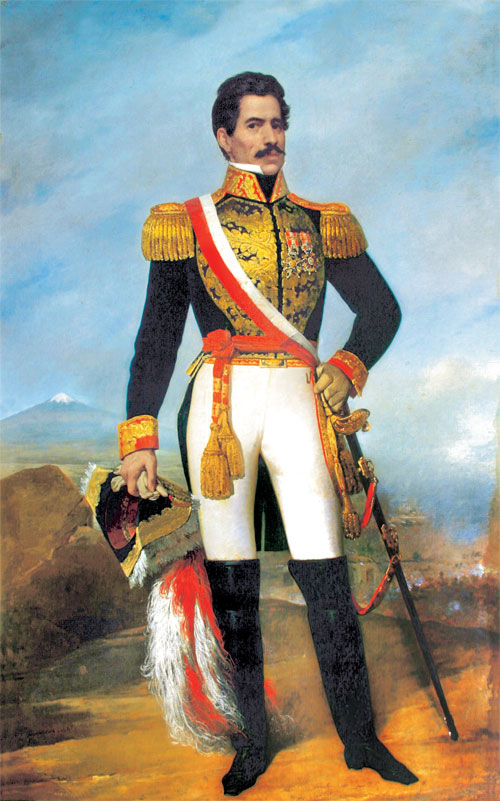
拉蒙·卡斯蒂利亚总统 (1845年)

1864年，时任参议院议长的卡斯蒂利亚谴责胡安·安东尼奥·佩泽总统的对外政策，结果遭到监禁并很快被流放到直布罗陀。在他被流放期间，国内爆发了卡亚俄战役，该战役是西班牙企图重新征服秘鲁并恢复其殖民统治的最后尝试。卡斯蒂利亚于次年返回了秘鲁，然而根据新总统馬里亞諾·伊格納西奧·普拉多的命令，他再次被驱逐到智利。年近七十岁的卡斯蒂利亚为了恢复他的名誉和权力，于是和一群他的追随者在比萨瓜登陆，并沿着蒂维利切沙漠向利马进军试图再次革新国政。然而，这场艰苦的进军行动对卡斯蒂利亚而言是致命的，他于1867年5月30日最后一次尝试穿越秘鲁南部时在塔拉帕卡省的蒂维利切去世，享年69岁。

## 文献来源
- Clements Robert Markham. . S. Low, Marston, Searle & Rivington. 1883.
- Malena Kuss. . University of Texas Press. 2004. ISBN 0-292-70298-1.

| 官衔                        | 官衔               | 官衔                        |
| --------------------------- | ------------------ | --------------------------- |
| 前任： 多明戈·涅托          | 秘鲁总统 1844      | 繼任： 多明戈·埃利亚斯      |
| 前任： 曼努埃尔·梅南德斯    | 秘鲁总统 1845–1851 | 繼任： 何塞·鲁菲诺·埃切尼克 |
| 前任： 何塞·鲁菲诺·埃切尼克 | 秘鲁总统 1855–1862 | 繼任： 米格尔·德·圣罗曼     |
| 前任： 米格尔·德·圣罗曼     | 秘鲁临时总统 1863  | 繼任： 佩德罗·迪兹·坎塞科   |